# Movimiento Organizativo Vecinal En Red Parla
Movimiento Organizativo Vecinal En Red Parla (MOVER Parla). El Partido Movimiento Organizativo Vecinal En Red Parla (MOVER Parla) es un partido político de ámbito autonómico de la Comunidad de Madrid cuyo presidente es Pedro José Andrino Calvo. Fue registrado en el registro de partidos políticos del Ministerio del Interior el 24 de febrero de 2015.

## Presentación a las elecciones

### Elecciones 2015
En las elecciones locales de Parla, con la candidatura de Beatriz Arceredillo Martín, el partido se convirtió en el segundo más votado y el primero de la Izquierda, obteniendo 9131 votos, con el 19,40% y consiguiendo 6 concejales.

### Elecciones 2019
La candidatura de Beatriz Arceredillo Martín, en las elecciones de 2019 obtuvo 2912 votos, con el 6,42%, consiguiendo esta vez tan solo 2 concejales, aunque jugó un papel importante ya que había un empate entre la suma de los partidos de izquierda y los de derecha, decidiendo el desempate.